# النواة الخاصة للحبل الشوكي
النواة الخاصة (بالإنجليزية: Nucleus proprius)‏ هي طبقة من الحبل الشوكي مجاورة للمادة الجيلاتينية. يمكن العثور على النواة الخاصة في المادة الرمادية في جميع مستويات الحبل الشوكي. وهو يشكل المشبك الأول للسبيل النخاعي المهادي الذي تحمل الألم ودرجة الحرارة من الأعصاب الطرفية. تتجه الخلايا الموجودة في هذه النواة إلى صفائح أعمق من الحبل الشوكي، وإلى نوى العمود الخلفي، وإلى مراكز التتابع فوق الشوكة الأخرى بما في ذلك الدماغ المتوسط، والمهاد، وتحت المهاد. تشكل صفائح ريكسيد الثالثة والرابعة النواة الخاصة.
تشارك النواة الخاصة، جنبًا إلى جنب مع المادة الجيلاتينية لرولاندو، في استشعار الألم ودرجة الحرارة.